# Bosque Torcido

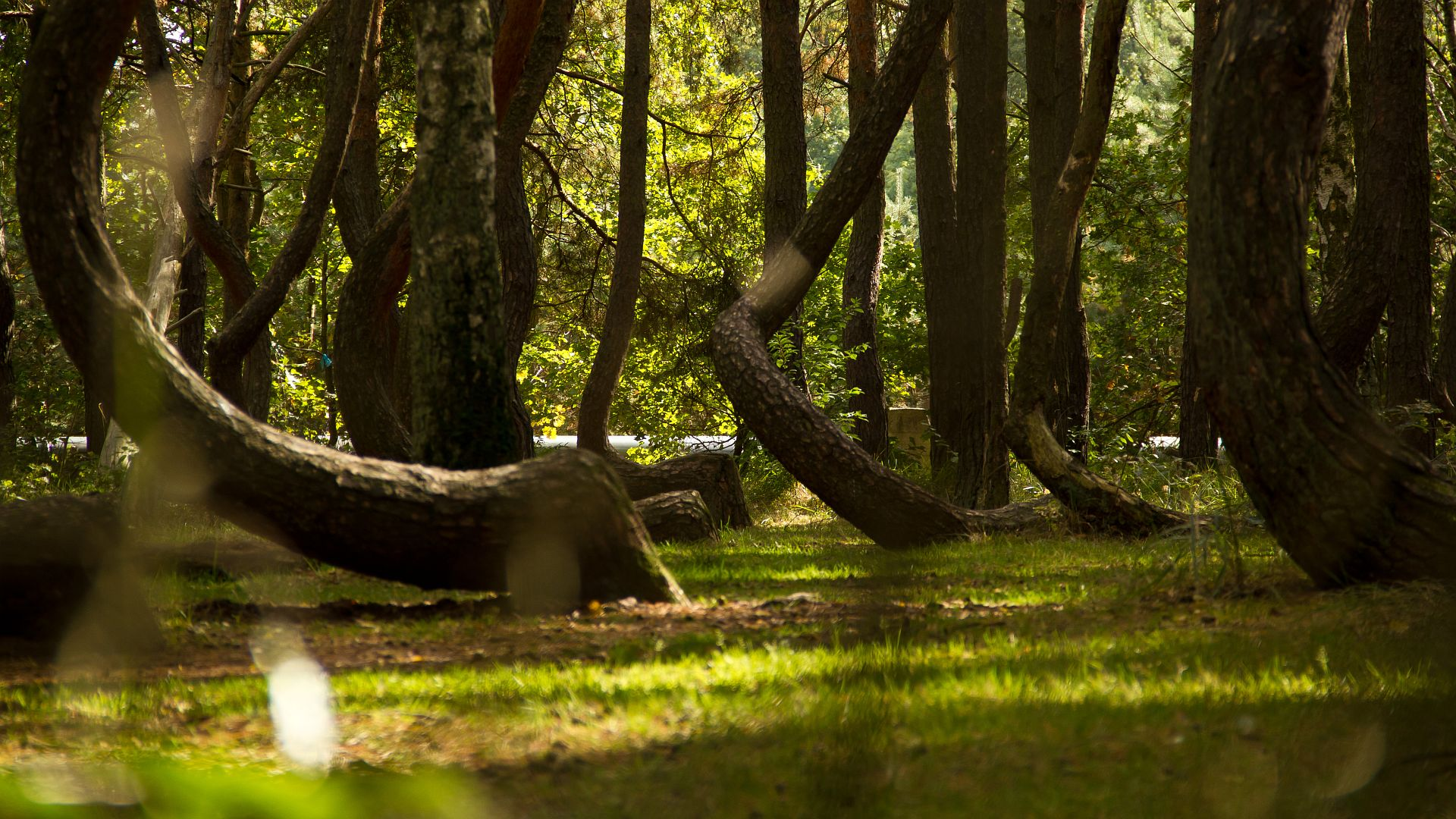
Bosque Torcido, Nowe Czarnowo.

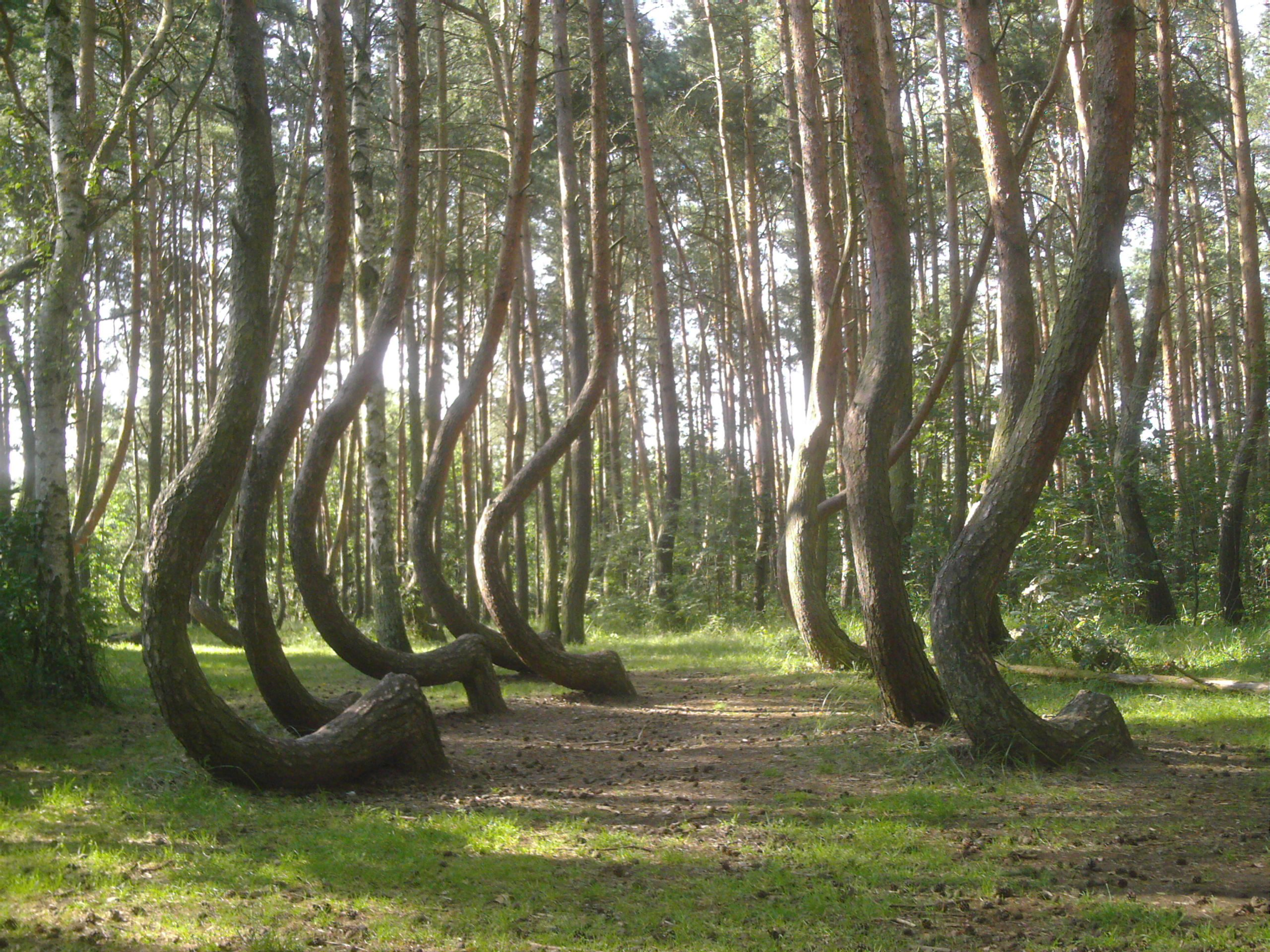
Bosque Torcido.

El Bosque Torcido (en polaco: Krzywy Las) es una curiosa arboleda de pinos situada fuera de pueblo Nowe Czarnowo cerca de Gryfino, Pomerania Occidental, Polonia.
Esta arboleda de 400 pinos fue plantada alrededor de 1930, cuando su ubicación todavía estaba dentro de la provincia alemana de Pomerania. Cada pino se curva bruscamente hacia el norte justo encima del nivel del suelo, luego se curva hacia atrás después de una excursión lateral de uno a tres metros. Generalmente se cree que alguna técnica humana o herramienta artificial fue empleada para hacer que los árboles crezcan de esta manera, pero el método y el motivo se desconocen actualmente. Se ha especulado que los árboles pudieran haber sido deformados para crear madera curvada natural para el uso en muebles o construcción de barcos, o son fruto de una modificación ocasionada por una tormenta de nieve.
No obstante, podría darse la hipótesis más natural  de que los árboles cuando empezaban a crecer hubieran quedado bajo los troncos de árboles adultos talados que les impedían crecer rectos, y que éstos no hubieran sido retirados en mucho tiempo, de manera que crecieron sorteando el tronco que tenían encima. De ahí su alineación y forma. El Bosque Torcido se extiende por aproximadamente 67.000 m² y está compuesto por pinos de unos 15 metros de altura. La curvatura de los árboles forma un ángulo de 90 grados, creando una característica forma de "J", con la peculiaridad de que la mayoría de los árboles apuntan hacia el norte. Aunque existen varias teorías sobre su origen, estudios científicos recientes ofrecen nuevas perspectivas. El Dr. Gary Coleman, profesor de Ciencias Vegetales y Arquitectura Paisajista de la Universidad de Maryland, sugirió en 2022 que la curvatura podría ser una "respuesta clásica a la gravedad", explicando que "siempre que el tallo está horizontal a la gravedad, la planta tiene un mecanismo mediante el cual puede reorientarse". Según su evaluación, en algún momento durante su juventud, estos árboles se inclinaron horizontalmente, probablemente cuando eran plántulas jóvenes o árboles pequeños de unos pocos metros de altura.